# Machaeraptenus crocopera
Machaeraptenus crocopera là một loài bướm đêm thuộc phân họ Arctiinae, họ Erebidae.